# Tüke kút
A Tüke kút Pécsen a Citrom utcában, a Postapalotával szemben látható. Anyaga eozin díszítésű mázas pirogránit, Fürtös György alkotása.

## Története
Az 1997. július 1-én alapított Tüke Alapítvány első céljának tűzte ki, hogy Zsolnay Vilmos születésének 170. és a Zsolnay-gyár alapításának 145. évfordulójára díszkutat állítson.
Felavatására 1998-ban került sor.

## Leírása
A díszkút alacsony kávájú, kihajló peremű, kör alaprajzú medence, oldalán zöld eozinos betétekkel. A kavicsos fenekű vízmedence közepén - mint egy öreg szőlőtő - karcsú, csavart díszű oszlop magasodik, csúcsán szőlőfürtökkel, amelyek a bő termést jelképezik, a fakadó rügyek pedig a fiatalodásra utalnak. A felbugyogó víz permetszerűen hull alá, és látványosan gazdagítja, élővé varázsolja a látványt. Pécs egyik kedvelt részét díszíti a szimbolikus jelentéssel is bíró kút.

## Galéria

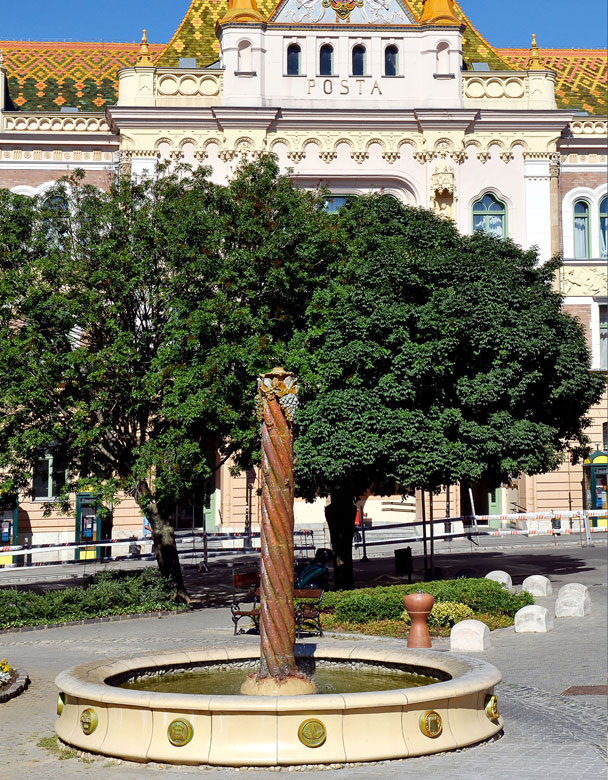
Látkép
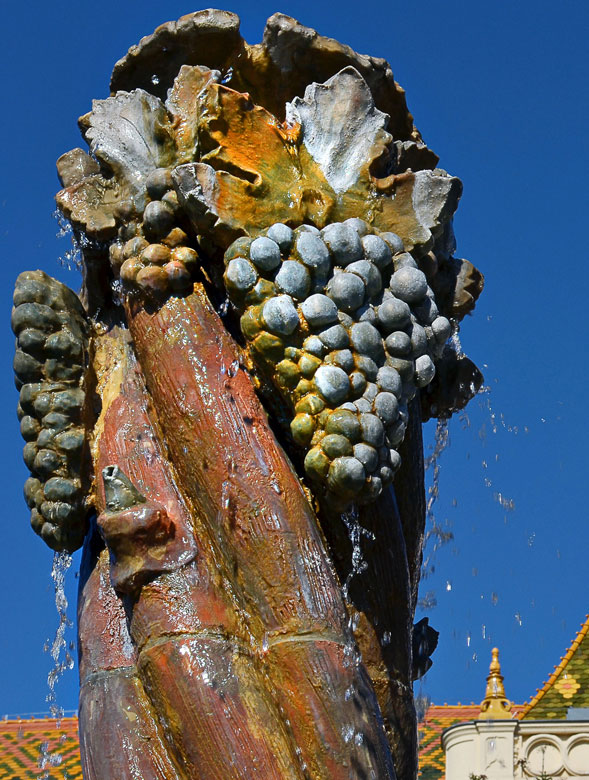
Közelről